# Presidente Juscelino (Minas Gerais)
Pour les articles homonymes, voir Presidente Juscelino.
Presidente Juscelino est une municipalité brésilienne de l'État du Minas Gerais et la microrégion de Curvelo.